# Edgar Demange

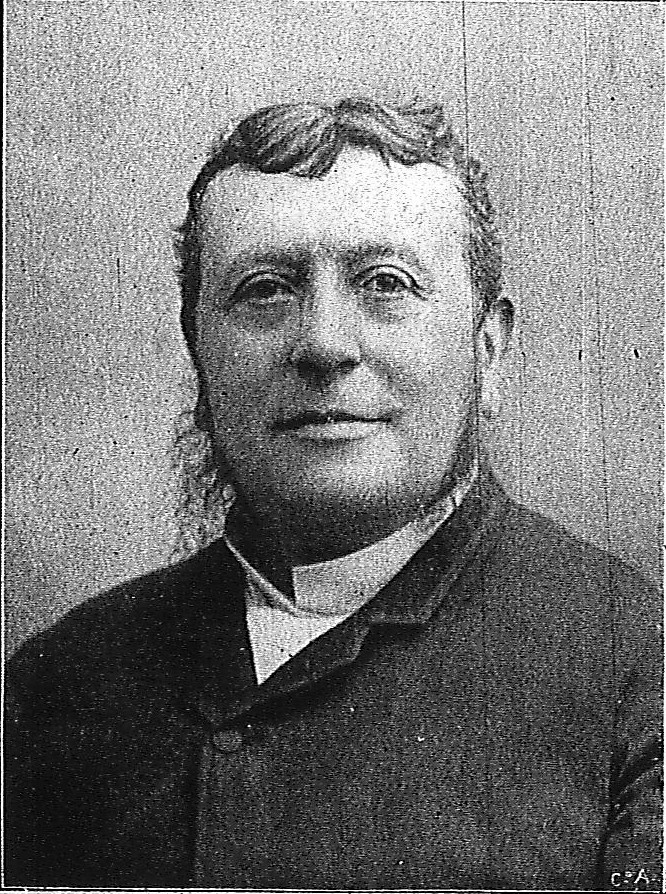
Edgar Demange

Charles Gabriel Edgar Demange (* 22. April 1841 in Versailles; † 11. Februar 1925 in Paris) war ein französischer Jurist. Er war Verteidiger von Alfred Dreyfus.

## Leben
Edgar Demange war Preisträger des nationalen Redekunstwettbewerbs. Er wurde berühmt, als er Prinz Pierre Bonaparte vertrat, der 1870 den republikanischen Journalisten Victor Noir erschossen hatte, und einen Freispruch erreichte. Als Spezialist für Strafrecht wurde er von seinen Kollegen anerkannt und von 1888 bis 1892 zum Mitglied des Ordensrats gewählt. Er war der Schwiegersohn des Brigadegenerals Joachim Ambert, eines Historikers und Schriftstellers. 1924 wurde er zum Kommandeur der Ehrenlegion ernannt.
Demange vertrat auf Wunsch des Dreyfus-Bruders Mathieu und auf Ratschlag des späteren Premierministers Waldeck-Rousseau 1894 den wegen Verrats angeklagten Alfred Dreyfus vor dem Kriegsrat und 1899 gemeinsam mit Fernand Labori vor dem Kassationshof. 1898 hatte er bereits Mathieu Dreyfus bei dessen Prozess gegen Ferdinand Walsin-Esterházy vertreten.
Zu seinen sonstigen Klienten zählten unter anderem
- der Marquis de Morès; dieser hatte im Rahmen eines Duells den jüdischen Hauptmann Mayer getötet. Demange erreichte einen Freispruch.[3]
- der Börsenmakler und Finanzjongleur Léopold Émile Aron, genannt Émile Arton, im Panamaskandal.
- der Anarchist Félix Fénéon, wegen eines Bombenanschlags im „Procès des trente“ – Freispruch.[2]
- Jacques d’Adelswärd-Fersen wegen eines Sittlichkeitsdelikts 1903.
- Guillaume Garrigue im Vergiftungsprozess Garrigue.[4]
- Joseph Caillaux wegen Spionage.[2]

## Film
Im Film Intrige (J’accuse) (2019) von Roman Polanski wird seine Rolle von Denis Podalydès gespielt.